# Palinuridae
Los palinúridos (Palinuridae) son una familia de crustáceos decápodos a los que se llama comúnmente «langostas». A los insectos de la familia de los acrídidos también se les llama «langostas», pero no tienen nada que ver con los crustáceos palinúridos de los que aquí se trata (para los insectos, véase «Langosta (insecto)»). Por otro lado, debido al gran tamaño y valor culinario de estos crustáceos, la cada vez mayor presencia del idioma inglés en la vida cotidiana ha llevado a muchos hispanohablantes a cometer el error de llamar «langostas» a los bogavantes, que también son crustáceos marinos comestibles. A los bogavantes, en inglés, se les llama lobsters y a las langostas se las llama spiny lobsters (literalmente 'bogavantes espinosos'), y de ahí el error, pero en realidad, en español, ninguna de las dos especies existentes de bogavante recibe el apelativo de «langosta». Tampoco es correcto en español llamar por defecto «espinosas» a todas las especies de langosta. Sólo unas pocas especies son correctamente llamadas «langostas espinosas», como por ejemplo la especie Panulirus argus, que es la langosta espinosa del Caribe. Ejemplos de especies de langostas apreciadas en la gastronomía son la langosta común (Palinurus elephas), la langosta de Juan Fernández (Jasus frontalis), la langosta de Tristán (Jasus paulensis) y algunas otras.
Las langostas viven, en general, en fondos rocosos donde pueden encontrar refugio fácilmente. Se desplazan andando con sus patas, pero también puede nadar propulsándose mediante violentas contracciones del abdomen, método que usan sobre todo para huir.
Las larvas, llamadas filosomas, translúcidas y con forma aplastada, tienen una vida planctónica. Se dejan llevar por las corrientes marinas hasta que, ya más maduras, van a parar al fondo, donde se transforman en langostas adultas mediante metamorfosis. Para poder crecer tienen que efectuar una serie de mudas regularmente, durante las cuales pierden y renuevan su caparazón. La muda de las langostas adviene varias veces al año cuando son jóvenes, y habitualmente una vez al año cuando son adultas.

## Géneros
- Araeosternus[2]
- Jasus Parker, 1883[2]
- Justitia Holthuis, 1946[2]
- Linuparus White, 1847[2]
- Nupalirus Kubo, 1955[2]
- Palibythus Davie, 1990[2]
- Palinurellus von Martens, 1878[2]
- Palinurus Weber, 1795[2]
- Palinustus A. Milne-Edwards, 1880[2]
- Panulirus White, 1847[2]
- Projasus George & Grindley, 1964[2]
- Puerulus Ortmann, 1897[2]
- Sagmariasus Holthuis, 1991[2]